# Ilio Signori
Pour les articles homonymes, voir Signori.
Ilio Signori est un sculpteur italien né le 3 novembre 1929 à Aoste et décédé le 16 novembre 2022 à Paris.

## Biographie
De 1953 à 1959, École nationale supérieure des beaux-arts de Paris.
Dans les années 1960, le sculpteur s'intéresse au corps humain, à la recherche du mouvement. Tout en poursuivant son œuvre de sculpteur, Ilio Signori ne cessera de dessiner.
- 1977 : Réalisation d'une sculpture en bronze Point de Rencontre placée dans la station RER de la gare de Châtelet - Les Halles.
- 1982-1984 : Réalisation d'œuvres en plaques d'acier soudé.
- 1986-1987 : Travail sur les Golgotha et les Sibylles.
- 1989 : Réalisation des premiers Caddies en bronze. La sculpture devient filiforme, comme un dessin dans l’espace. La série des « Caddies » au début des années 1990 manifeste cette mutation dans son œuvre. Cet objet quotidien à roulettes devient, chez le sculpteur, un dessin sculpté, vivant presque. Les « Tables en dialogue », à la même époque, participent de cette nouvelle approche de la sculpture. Même chose pour les « Fauteuils sans rémission » qu’il sculpte comme il dessine.
- 1990 : Réalisation d'une sculpture monumentale pour les assurances La Mondiale à Issy-les-Moulineaux.
- 1991 : Réalisation des premiers Fauteuils sans rémission.
- 1999 : Lauréat du prix Del Duca de sculpture - Académie des beaux-arts.

## Principales expositions
- 1966 : Première exposition avec le peintre J.L. Viard à la galerie Arts.
- 1967 : Participe à l'exposition "Le Portrait' à la galerie C. Bernard.
- 1968 : Prix Despiau Wlérick et exposition à Mont-de-Marsan.
- 1969 : Exposition personnelle - galerie J.C. Bellier.
- 1972 : Exposition personnelle - galerie Dario Boccara.
- 1978 : Dix années de sculptures - galerie Artcurial.
- 1979 : Exposition personnelle - galerie Hamilton Londres
Montpellier - Les Maurins : Couple (bronze).
- 1981 : Travail directement en cire - Première exposition à la FIAC - galerie J.C. Bellier.
- 1985 : Exposition personnelle - acier et bronze et de grands dessins gouachés au Grand Orient de France
Exposition de cinq sculptures en acier polychrome sur le thème des caddies - Espace Artothèque de Charenton
- 1993 : Exposition sur trois thèmes - les Caddies - les Tables en dialogues - les Fauteuils sans rémission galerie Y. Thomas
- 1998 : Exposition de sculptures et dessins gouachés avec le peintre D. Rival - Espace Châtelet-Victoria. Il participe à l'exposition au château du Petit-Leze en Belgique sur le thème du Cheval.
- 1999 : Participation à l'exposition du Masque au château du Petit Leze.
- 2001 : Exposition de sculptures et peintures à la galerie de l'Odéon.
- 2003 : Sculptures et peintures avec le peintre M. Goalard à la chapelle Saint-André (Nièvre)
- 2004 : Galerie Le Point du jour
- 2005 : Rétrospective à la Fondation Taylor, Paris
- 2009 : Le Relecq-Kerhuon, (communauté urbaine de Brest).